# OZNA
OZNA (serbsko-chorwacki: Одељење за заштиту нaрода / Odjeljenje za Zaštitu Naroda, Oddział Ochrony Ludu) – komunistyczna tajna policja (służba wywiadu bezpieczeństwa) Jugosławii utworzona decyzją naczelnego dowódcy Narodowej Armii Wyzwolenia Jugosławii Josipa Broz-Tito z 13 maja 1944 roku w ramach Narodowego Komitetu Wyzwolenia Jugosławii. Była to wyjątkowa i scentralizowana organizacja, zorganizowana według zasad wojskowych, zajmująca się głównie sprawami wewnętrznymi państwa. Latem 1944 roku rozpoczęto organizowanie oddziałów OZNA i PPK (Przeciw V Kolumnie). Te dwie organizacje były odpowiedzialne za wykrywanie, łapanie i karanie szpiegów i „wrogów ludu”. Do wiosny 1945 roku wykryto i aresztowano wielu szpiegów i kolaborantów, z których część została zlikwidowana. Niektórym z nich nigdy nie udowodniono winy. OZNA działała na podstawie raportów z Naczelnego Dowództwa Ludowej Armii Wyzwolenia Jugosławii, ale także na podstawie informacji uzyskanych od informatorów, które nie zawsze były dokładne i bardzo często bardzo subiektywne, w związku z czym aresztowania były nie raz wynikiem osobistych konfliktów i chęci zemsty. Z pomocą swoich agentów, OZNA szerzyła strach i niepokój w państwach byłej Jugosławii.

## Historia

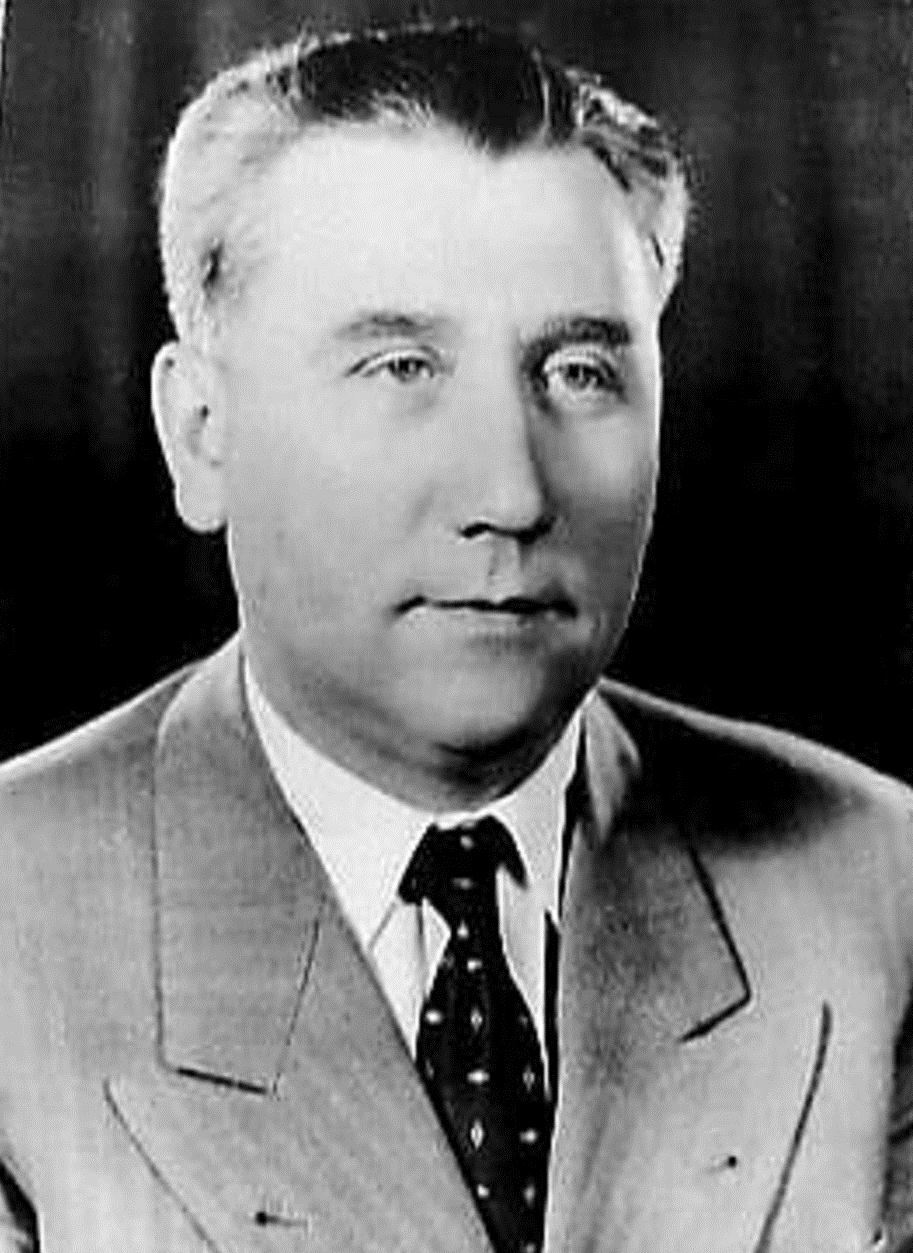
Aleksandar Ranković

Na konferencji w Stolicach, która odbyła się 26 września 1941 roku, utworzono pierwsze służby wywiadu i kontrwywiadu oraz ustalono system organizacji i komunikacji tych organów. Przywódcy partyjni i wojskowi, zwłaszcza Komitetu Centralnego Komunistycznej Partii Jugosławii i Sił Zbrojnych, zwracali szczególną uwagę na zapewnienie więzi z podwładnymi i regionalnymi przywódcami wojskowymi, partyjnymi i politycznymi, jako podstawowego czynnika planowania ogólnonarodowego powstania i kierowania walki wyzwoleńczej pod rządami partii komunistycznej. Na tej podstawie 13 maja 1944 roku utworzono Oddział Ochrony Ludu (OZNA), który jako jedyny organ odpowiadał za wywiad i kontrwywiad. Aleksandar Ranković został wówczas pierwszym szefem tej instytucji. Był uważany za trzeciego najpotężniejszego człowieka w Jugosławii po Josipie Broz Tito i Edvardzie Kardelju. Ranković był zwolennikiem scentralizowanej Jugosławii i sprzeciwiał się wysiłkom promującym decentralizację, które uważał za sprzeczne z interesami narodu serbskiego. Od 1946 do 1953 był ministrem spraw wewnętrznych FRJ, od 1948 do 1963 wicepremierem FRJ i Federalnej Rady Wykonawczej (SIV), a od 1963 do 1966 wiceprezesem FRJ.
Rozwój służby wywiadowczej wynikał z rozwoju i potrzeb rewolucyjnych sił zbrojnych, ruchu narodowowyzwoleńczego i oddziałów partyzanckich Jugosławii, które od 1 marca 1945 roku skoncentrowały się w nowo utworzonej Jugosłowiańskiej Armii Ludowej.

## Zadania
Działalność członków OZNA nie była kontrolowana przez nikogo poza przełożonymi w samej organizacji. Na początku 1945 roku ustanowiono procedurę przejmowania miast i usuwania „wrogich elementów”, zgodnie z którą OZNA odgrywała najważniejszą rolę na wyzwolonych obszarach. To tej instytucji podlegały wszystkie władze cywilne i wojskowe. Arbitralne aresztowania i likwidacje w ramach prześladowań „wrogów ludu” dokonywano przez cały rok 1945, mimo niezadowolenia ludzi, a czasem nawet dezaprobaty niektórych instytucji państwowych. OZNA posiadała władzę na terenie całego kraju: w sekcjach siedziby głównej i we wszystkich jednostkach armii jugosłowiańskiej.
Po uchwaleniu Konstytucji Federalnej Ludowej Republiki Jugosławii 31 stycznia 1946 roku, zreorganizowano służby bezpieczeństwa i wywiadu. W marcu 1946 roku I i II Sekcja OZNA utworzyły Dyrekcję Bezpieczeństwa Państwa (UDBA) przy Ministerstwie Spraw Wewnętrznych, natomiast w ramach III Sekcji OZNA przy Ministerstwie Obrony Narodowej utworzono Służbę Kontrwywiadu (KOS) Armii Jugosłowiańskiej.

## Struktura organizacyjna

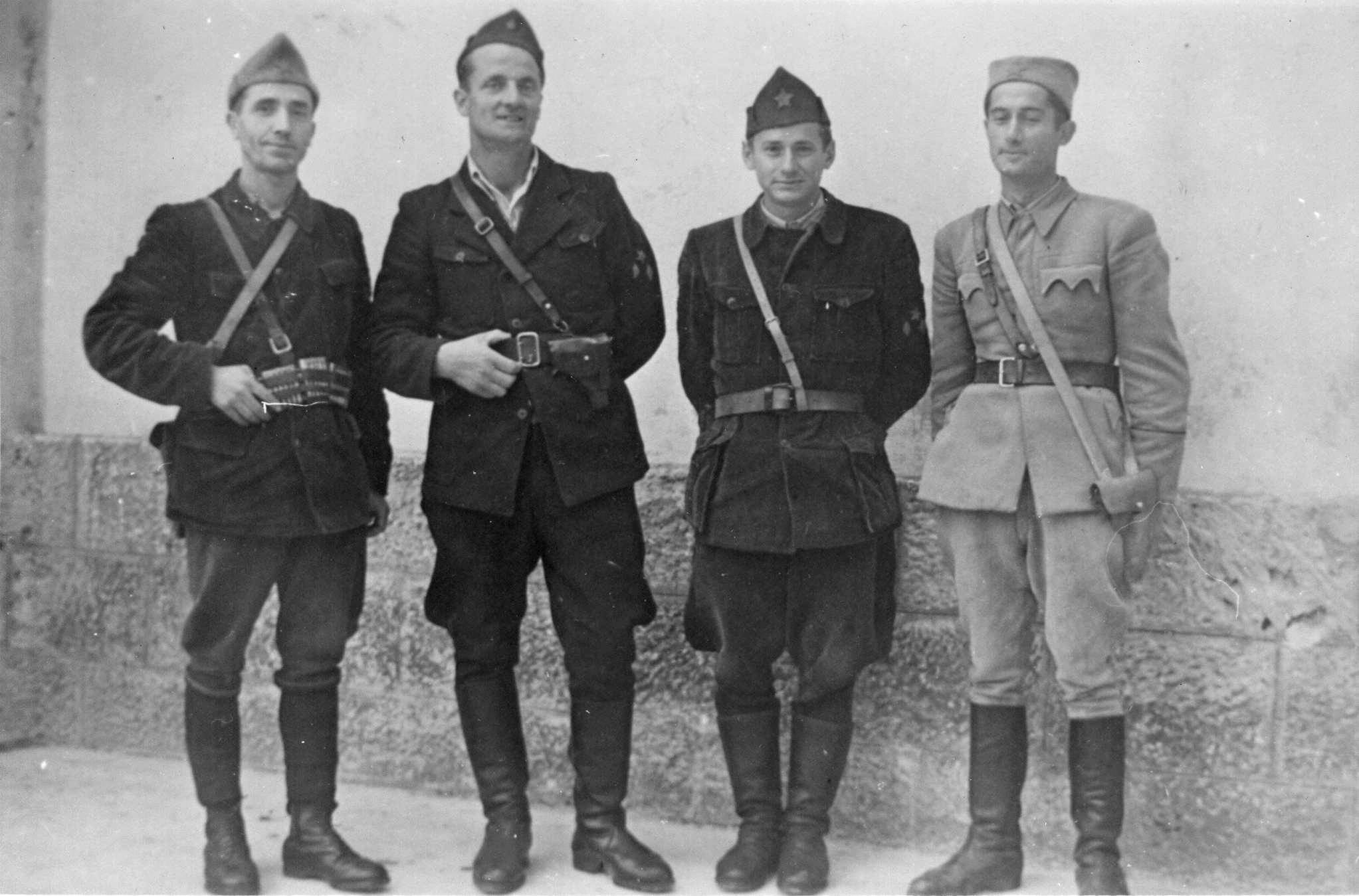
Maksimilijan Baće we wrześniu 1942 roku (pierwszy z prawej)

OZNA składała się z czterech sekcji:
- pierwsza zajmowała się pracą za granicą i na terenach okupowanych. Kierownikiem był Maksimilijan Baće,
- druga zajmowała się pracą na wyzwolonym terenie. Kierownikiem był Pavle Pekić,
- trzecia miała zadania półwywiadowcze w Narodowej Armii Wyzwolenia Jugosławii. Kierownikiem był Jefto Sasic,
- czwarta zajmowała się sprawami statystycznymi i technicznymi. Kierownikiem był Mijat Vuletić.

## Masowe zabójstwa „wrogów ludu”

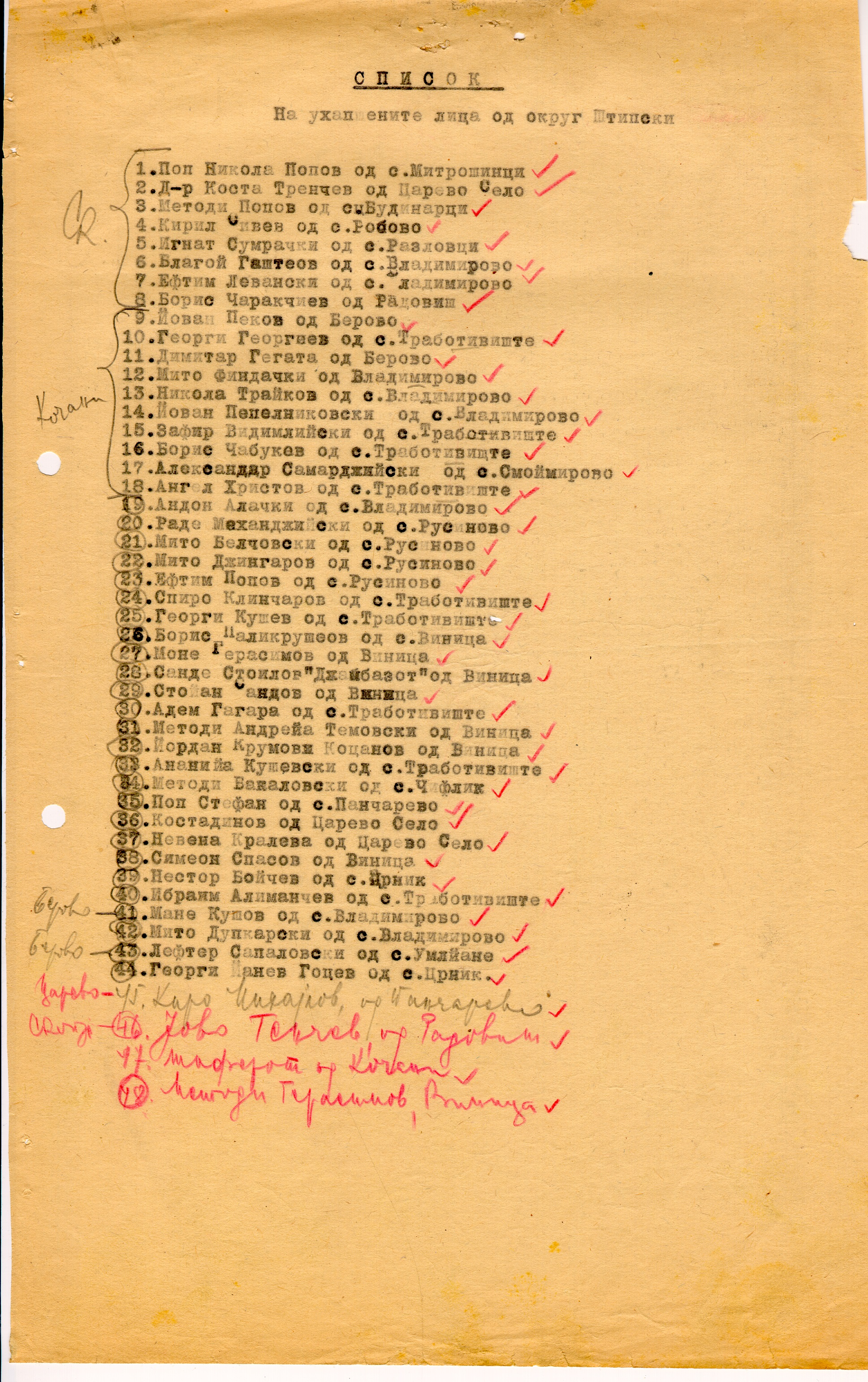
Lista członków VMRO aresztowanych przez OZNA, 1946

Przez cały okres działalności OZNA stosowała nielegalne praktyki, które obejmowały także masowe zabójstwa „wrogów ludu” mających na celu przeprowadzenie „rewolucji”. Wśród „wrogów ludu” znalazły się nie tylko lokalne siły antykomunistyczne, ale także osoby zwracające na siebie uwagę, które nie popierały komunistów, współpracownicy sił państw Osi w czasie okupacji, osoby zamożne, jeńcy wojenni Chorwackich Sił Zbrojnych (Niepodległe Państwo Chorwackie), wszyscy duchowni bez względu na wyznanie itp. Okres ten charakteryzował się również silną obecnością zbrojnych grup antykomunistycznych i faszystowskich działających w centralnej Serbii, Kosowie, Bośni i Hercegowinie, Chorwacji i Słowenii. Niektóre z nich stanowiły poważne wyzwanie dla nowych władz komunistycznych. W walce z antykomunistycznymi grupami zbrojnymi OZNA i Jugosłowiański Korpus Obrony Narodowej (KNOJ) zabijały więźniów bez żadnego śledztwa i procesu, a czasem także związanych z nimi cywilów. Większość okrucieństw popełnianych przez komunistów była ukrywana przed opinią publiczną w okresie Socjalistycznej Federacyjnej Republiki Jugosłowiańskiej.
Rząd Serbii i jej Ministerstwo Sprawiedliwości powołały komisję do zbadania zbrodni popełnionych przez członków jugosłowiańskiego ruchu partyzanckiego po zdobyciu przez nich kontroli nad Serbią jesienią 1944 roku. Raport tej komisji przedstawiał listę 59 554 zarejestrowanych zgonów po zwycięstwie komunistów w Serbii od jesieni 1944 roku. Zginęli oni z różnych przyczyn.
Z dokumentów uzyskanych przez Komisję ds. Tajnych Grobowców Republikii Serbii wynika, że rozstrzelania zaplanowano zgodnie z dyrektywami i decyzjami ówczesnego kierownictwa wojskowego i partyjnego, z istnieniem szczegółowych list wrogów politycznych i klasowych, których należało zlikwidować. Wiele z tych list egzekucji zostało znalezionych. Jak ustaliła Komisja, powody, dla których oddziały partyzanckie rozstrzeliwały ludzi bez procesu i wrzucały ciała do nieoznaczonych grobów, były w większości ideologiczne. Jednak, jak pokazuje materiał historyczny wykorzystany przez członków Komisji, ofiarami byli także ci, których mieniem interesowali się ówcześni przywódcy wojskowi i komunistyczni oraz którzy nosili takie same nazwiska jak „wrogowie ludu” i zostali zabici zanim zdążyli zmienić tożsamość. Na liście zabitych jest na przykład Radislav Radić, urodzony w 1921 roku we wsi Donja Mutnica. Chociaż członkowie OZNA ustalili, że Radić został zastrzelony przez pomyłkę, do listy zabitych którą odkryła Komisja dodali jedynie: „On był także dzisiejszym wrogiem”, co było sformułowaniem dla wszystkich osób rozstrzelanych w celu zmiany tożsamości. Odnaleziono także Księgę rozstrzelanych (serbski: 'Knjiga Streljanih), którą OZNA prowadziła, a które zawiera nazwiska osób z niektórych ówczesnych okręgów Serbii, którzy zostali zamordowani bez wszczęcia przeciwko nim postępowania sądowego.

## Serial dokumentalny o jugosłowiańskich tajnych służbach
Jugoslavenske tajne službe (pol: Jugosłowiańskie tajne służby) to tytuł serialu dokumentalnego autora Miljenko Manjkas, który w 10 odcinkach przedstawił tworzenie się oraz działanie jugosłowiańskich tajnych służb: OZNA, UDBA i KOS. W procesie nagrywania filmu wzięło udział ponad 70 rozmówców, zarówno historyków i publicystów, jak i bezpośrednich uczestników wydarzenia – od szefów, agentów i morderców tajnych służb, a następnie wpływowych ludzi partii, jak i ocalałych z zamachu i członków rodzin ofiar.
Serial ujawnił niepublikowane wcześniej szczegóły i zjawiska związane z tajną służbą Jugosławii, m.in. to, że Agenci kopiowali metody NKWD, były 2 mln teczek nadzorowanych obywateli, a stosunek jednego agenta na 10 mieszkańców był większy niż w ZSRR. Ujawniono metody przesłuchań i tortur, fałszywe zeznania, inscenizowane procesy, egzekucje bez procesu, nielegalne aresztowania i obsesję Tity na punkcie służb.
Serial powstał w 2012 roku i został wyemitowany na kanale HRT2 nadawcy Hrvatska radiotelevizija. Odcinki serialu krążą również po serwisie Youtube w ich oryginalnym języku.